# Amtswehrführung
Amtswehrführung oder Amtswehrführer ist eine gesetzlich festgelegte Funktionsbezeichnung von Führungskräften der öffentlichen Feuerwehren auf Ebene eines Amtes in den deutschen Bundesländern Schleswig-Holstein, Mecklenburg-Vorpommern und – als Wehrführung auf Ebene eines Amtes – in Brandenburg.

## Schleswig-Holstein
Die Aufgaben der Amtswehrführung der Feuerwehr in Schleswig-Holstein sind in § 12 BrSchG festgelegt: „Die Amtswehrführung berät die Gemeinden bei ihren Aufgaben und wirkt auf eine ordnungsgemäße Ausbildung und Einsatzbereitschaft der öffentlichen Feuerwehren hin.“ Die Ämter haben (anders als die Gemeinden, Kreise und das Land) darüber hinaus keine gesetzlich festgelegte Aufgabe im Bereich der Feuerwehren. Die Amtswehrführung untersteht der Kreiswehrführung im Sinne des § 15 BrSchG.
Die Amtswehrführung wird für eine Amtszeit von sechs Jahren von Delegierten der Freiwilligen Feuerwehren der amtsangehörigen Gemeinden gewählt und in das Ehrenbeamtenverhältnis berufen. Die Wahl der Amtswehrführung muss durch den Amtsausschuss bestätigt werden. Die Amtswehrführung trägt den Dienstgrad „Hauptbrandmeisterin ***“ oder „Erste Hauptbrandmeisterin“ (bzw. die entsprechende männliche Bezeichnung).

## Mecklenburg-Vorpommern
Die Aufgaben des Amtswehrführers ergeben sich aus § 12 Abs. 6 BrSchG: „Der Amtswehrführer berät die Feuerwehren der amtsangehörigen Gemeinden in fachlichen und organisatorischen Fragen, koordiniert die Ausbildung, wirkt bei der Aufstellung von Einsatz- und Alarmplänen mit, berät die Amtsverwaltung zur Finanzausstattung und trifft alle erforderlichen Maßnahmen, um die Einsatzbereitschaft der Feuerwehren im Amtsbereich zu sichern. Er ist darüber hinaus Bindeglied zwischen dem Kreiswehrführer und den Gemeindewehrführern.“ Die Ämter haben (anders als die Gemeinden, Landkreise und das Land) darüber hinaus keine gesetzlich festgelegte Aufgabe im Bereich der Feuerwehren.
Der Amtswehrführer wird für eine Amtszeit von sechs Jahren von den Gemeinde- und Ortswehrführern gewählt und in das Ehrenbeamtenverhältnis berufen. Die Wahl muss durch den Amtsausschuss bestätigt werden. Der Amtswehrführer trägt den Dienstgrad „Amtsbrandmeister“.

## Brandenburg
In Brandenburg haben die Ämter nach § 3 BbgBKG, gleichrangig neben den amtsfreien Gemeinden und den kreisfreien Städten, die gesetzliche Verpflichtung, eine leistungsfähige Feuerwehr vorzuhalten. Die Funktionsbezeichnung „Amtswehrführung“ gibt es in Brandenburg nicht, es handelt sich vielmehr um die „Wehrführung“ der Feuerwehr auf Amtsebene. Diese wird unmittelbar vom Träger des Brandschutzes, also dem Amt, bestellt. Dabei sind die Feuerwehrführungskräfte in den amtsangehörigen Gemeinden und der Kreisbrandmeister anzuhören. Der zugeordnete Dienstgrad der Wehrführung auf Amtsebene ist „Amtsbrandmeister“.